# Coin, Iowa
Coin är en ort i Page County i delstaten Iowa, USA.